# مرکز استوایی راه‌اندازی راکت تومبا
مرکز استوایی راه‌اندازی راکت تومبا (به هندی: थुम्बा इक्वेटोरियल रॉकेट लॉन्चिंग स्टेशन)، (به انگلیسی: Thumba Equatorial Rocket Launching Station)، یا (تی‌ای‌آرال‌اس TERLS) یک پایگاه فضایی هند است که توسط سازمان پژوهش‌های فضایی هند (آی‌اس‌آراُ ISRO) یا ایسرو اداره می‌شود. این مرکز فضایی که در تومبا، تریواندروم واقع شده در نزدیکی نوک جنوبی سرزمین اصلی هند، بسیار نزدیک به خط استوای مغناطیسی زمین؛ شیب مغناطیسی قرار گرفته‌است. در حال حاضر این پایگاه برای راه اندازی موشک‌های ژرفاسنج (تحقیقاتی)، توسط ایسرو استفاده می‌شود.